# Oligosarcus jenynsii
Oligosarcus jenynsii är en fiskart som först beskrevs av Günther, 1864.  Oligosarcus jenynsii ingår i släktet Oligosarcus och familjen Characidae. Inga underarter finns listade i Catalogue of Life.